# Park Narodowy Nitmiluk

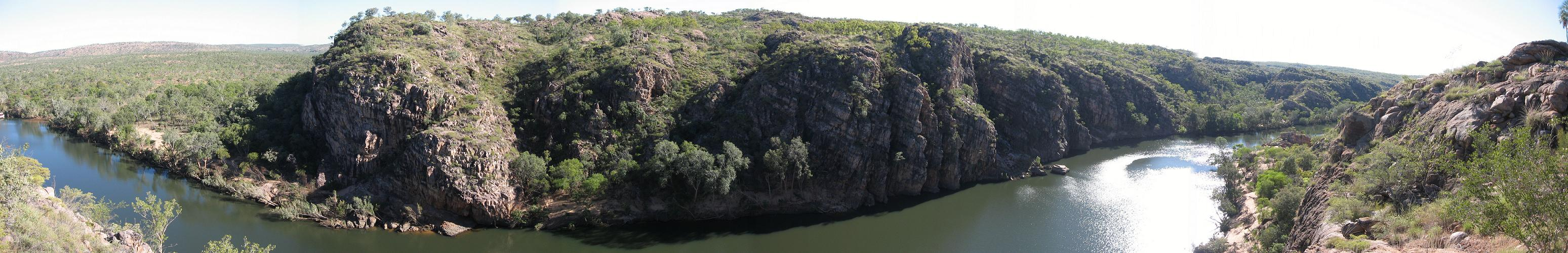

Park Narodowy Nitmiluk (ang. Nitmiluk National Park) – park narodowy utworzony w roku 1989, położony w pobliżu miasta Katherine, na obszarze Terytorium Północnego w Australii. Na północy graniczy z parkiem narodowym Kakadu.
Najbardziej charakterystycznym miejscem dla parku, jest wąwóz Katherine Gorge, wyrzeźbiony przez rzekę Katherine. Wysokość klifów dochodzi do 70 m. W porze deszczowej obowiązuje zakaz kąpieli, ze względu na migrację krokodyla różańcowego (słonowodnego).

## Galeria

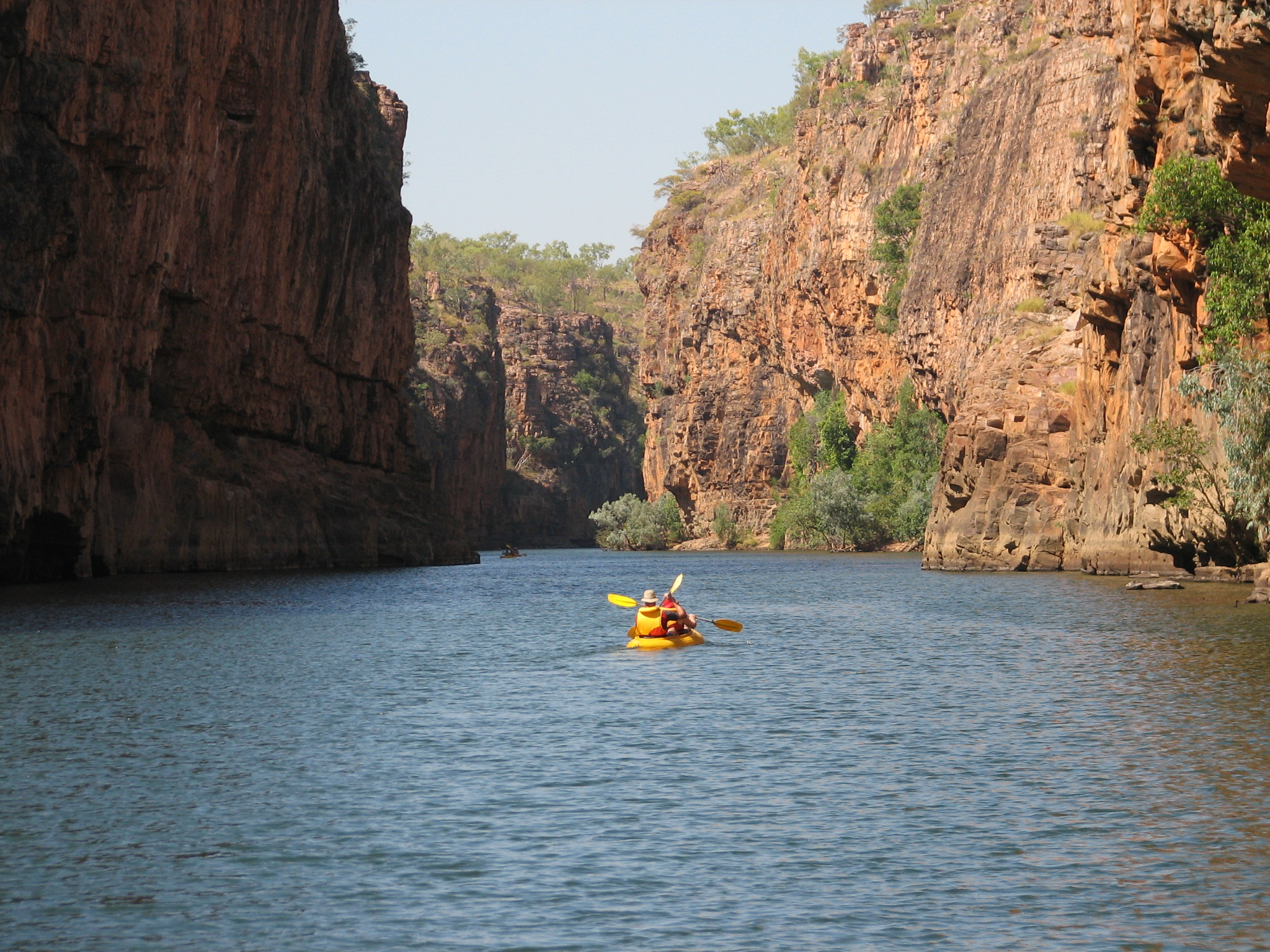
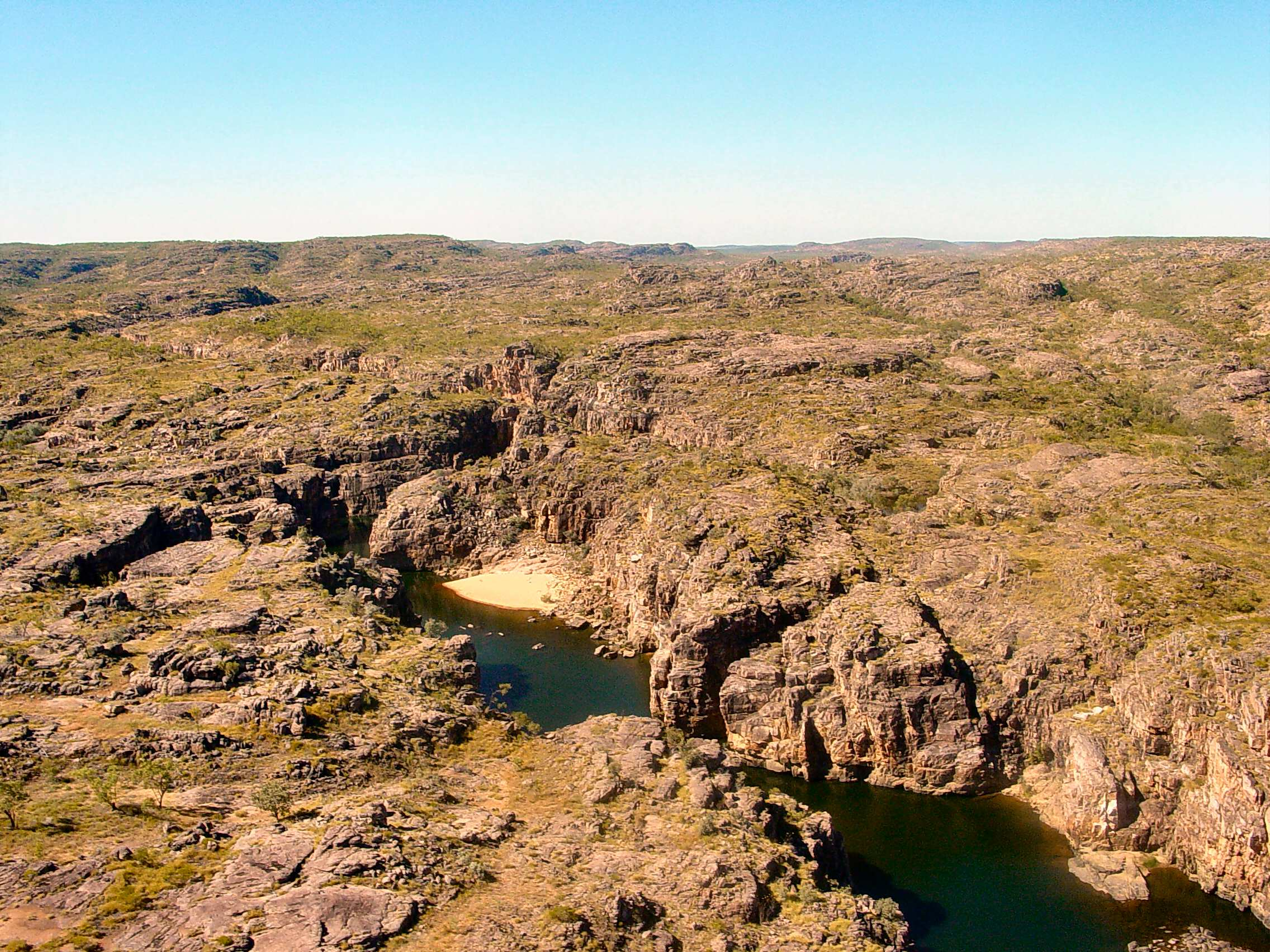
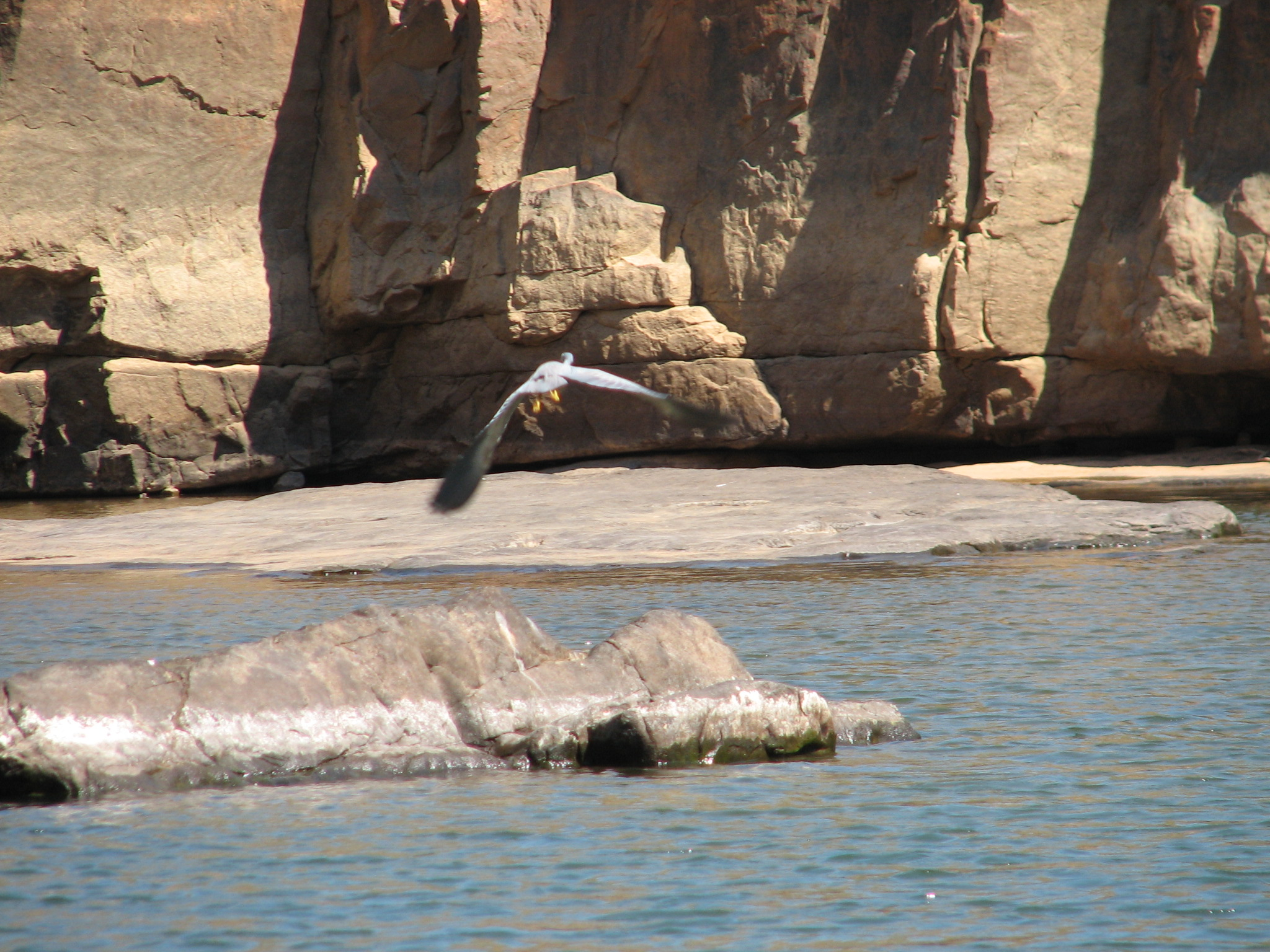